# Rockwell (ミュージシャン)
Rockwell（ロックウェル）は、日本のソングライター、編曲家、ギタリスト。

## 人物
2010年よりバンド・SILHOUETTE FROM THE SKYLITのギタリストとして、アルバム・EP・シングル含む6枚の作品、全ての作曲・編曲・プログラミングを担当。
その後、2016年8月31日をもってSILHOUETTE FROM THE SKYLITを脱退。2016年9月より自身のキャリアアップを目指して、楽曲提供・編曲・サポート・レコーディング・プロデュース等、アーティスト「Rockwell」として活動をスタートさせた。
2021年9月、ランズベリー・アーサー、KYOYA、TETSUYUKIらとバンド「Stellagram」を結成。2023年6月に1stライブを開催予定。

## 提供楽曲
出典：
- ACCAMER
  - 「Be Down」（編曲／TeddyLoidと共編曲）
- Appare!
  - 「だいきらいフューチャー」（作曲・編曲）
- amalgamate
  - 「覚醒リザレクト」（作詞・作曲・編曲）
- あらき (AXIZ)
  - 「Fiction」（編曲）
  - 「UNKNOWN PARADOX」（編曲）
- 入野自由
  - 「S.H.E.」（編曲）
- uijin
  - 「001」（作詞・作曲・編曲）
  - 「Future」（作詞・作曲・編曲）
  - 「over drive」（作詞・作曲・編曲）
  - 「illuminate」（作詞・作曲・編曲）
  - 「bl∞ming days」（編曲）
  - 「chain」（作詞・作曲・編曲）
  - 「アンリミッター」（編曲）
  - 「インパーフェクト・ブルー」（編曲）
  - 「LAST DANCE」（作詞・作曲・編曲）
- 浦島坂田船
  - 「ハングリー・ゴースト」（編曲）
  - 志麻×センラ「ファイティングサマーカーニバル」（編曲）
  - 「ジャックオーランタン」（編曲）
- 大平峻也
  - 「JOKER」（作曲・編曲）
- 大橋彩香
  - 「HOWL」（編曲）
- 岡咲美保
  - 「ハピネス」（編曲）
- 柿原徹也
  - 「夜が」（ギターアレンジ・ギター）
- Gero
  - 「Gravity」（編曲）
- KOTOKO
  - 「SticK Out」（編曲）
- すたぽら
  - ｢Unchain｣ (作曲･編曲)
- Stephanie
  - 「Sunday morning(Maroon 5)」（編曲）
- すとぷり
  - 「好きでいてくれていいよ」（編曲）
- 千鳥饅頭総本舗
  - 「チロリアンの歌 初音ミクver.」（編曲）
- DECO*27
  - 「ヒバナ」（編曲）
  - 「アイタイナシーカー feat.初音ミク」（編曲）
  - 「初嵐 feat.初音ミク」（編曲）
  - 「愛言葉III feat. 初音ミク」（編曲）
  - 「乙女解剖 feat.初音ミク」（編曲／emonと共編曲）
  - 「アイ」（編曲）
  - 「夜行性ハイズ feat.初音ミク」（編曲）
  - 「スクランブル交際 feat.初音ミク」（編曲）
  - 「アンドロイドガール feat.初音ミク」（編曲）
  - 「Reunion」（編曲／DECO*27と共編曲）
  - 「モスキート」（編曲）
  - 「シンセカイ案内所」（編曲）
  - 「サイコグラム」（編曲）
  - 「ヒバナ -Reloaded-」（編曲）
  - 「クロスファンタジー」（編曲）
  - 「テトラホープ」（編曲）
  - 「ネガティブ進化論 feat.初音ミク」（編曲）
  - 「好きでいてくれていいよ」（編曲）
  - 「ポジティブ・パレード feat.初音ミク」（編曲）
  - 「ニ息歩行 (Reloaded) feat.初音ミク」（編曲）
  - 「needLe feat.初音ミク」（編曲）
  - 「勘違い性反希望症 feat.初音ミク」（編曲）
  - 「アンデッドアリス feat.初音ミク」（編曲／DECO*27と共編曲）
  - 「フェイクアクター」（編曲）
  - 「依存香炉」（編曲）
  - 「秘宴」（編曲）
  - 「なになに」（編曲）
  - 「ヴァンパイア feat.初音ミク」（編曲）
  - 「おじゃま虫II feat.初音ミク」（編曲・ギター）
  - 「シンデレラ feat.初音ミク」（編曲）
  - 「リズム feat.初音ミク」（編曲）
  - 「モザイクロール(Reloaded) feat.初音ミク」（編曲）
  - 「アニマル feat.初音ミク」（編曲）
  - 「サラマンダー feat.初音ミク」（編曲）
  - 「パラサイト feat.初音ミク」（編曲）
  - 「ジレンマ feat.初音ミク」（編曲）
  - 「キメラ feat.初音ミク」（編曲）
  - 「合言葉IV feat.初音ミク」（編曲）
  - 「ゾンビ feat.初音ミク」（編曲）
  - 「Journey feat.初音ミク」（編曲）
  - 「毒林檎 feat.初音ミク」（編曲）
  - 「デビルじゃないもん」(編曲/ピノキオピーと共編曲)
  - 「マネキン」(編曲)
  - 「ブループラネット」（編曲／瀬恒 啓と共編曲）
- ナナヲアカリ
  - 「んなわけないけど」（編曲）
  - 「妄想ハッピーエンド」（編曲）
  - 「もしも信者」（ギターアレンジ）
  - 「七転七起」（編曲）
  - 「魔法」（編曲）
- 9th Nova（りょうや）
  - 「弱虫ヒーロー」（編曲）
- 浪川大輔
  - 「キミノミカタ」（ギターアレンジ・ギター）
- ななもり。（すとぷり）
  - 「UNCHIAIN」（作曲・編曲）
- ニノミヤユイ
  - 「サンセイタン・コンフュージョン」（編曲）
- PADLUSH
  - 「Chihuahua」（編曲）
- FUZI × DECO*27
  - 「ハートインパルス (feat.くろくも)」（編曲）
- PRSMIN
  - 「spectrum」（編曲）
  - 「platina」（編曲）
  - 「選手宣誓」（作詞・作曲・編曲）
  - 「Re:world」(作曲)
  - 「NEW HORIZON」(作詞・作曲・編曲)
  - 「エトワール」（編曲）
  - 「NEW HORIZON」（作詞・作曲）
  - 「sail away」(作詞)
  - 「Home」(作曲)
- Hey! Say! JUMP
  - 「Letter」（編曲）
- mzsrz
  - 「夜明け」（編曲）
  - 「アンバランス」（編曲）
  - 「インベーダー」（編曲）
  - 「エコー」（作曲・編曲）
  - 「フェーダー」（編曲）
- M!LK
  - 「桜咲く頃には」（ギターアレンジ・ギター）
- 妄想キャリブレーション
  - 「マジでもういいや」（編曲）
- MES
  - 「Complicated」（アコースティックアレンジ）
- 莉犬 (すとぷり)
  - 「ネガリズム」 （編曲）
- ReVision of Sence
  - 「マジ卍」（編曲／ReVision of Senceと共編曲）
- Lil' Fang (FAKY)
  - 「人形の家」（カバーアレンジ）
- ROOKiEZ is PUNK'D
  - 「リバイバル」（編曲）
  - 「モラトリアム」（編曲）
  - 「Cleave 〜一刀両断〜」（編曲）
- luz
  - 「ハートイーター」（編曲）
- YOASOBI・Ayase
  - 「あの夢をなぞって」（ギターソロ）
  - 「たぶん」（ギターアレンジ・ギター）
  - 「HERO」（編曲）
- REIRIE
  - 「Rabbits」（作曲）
- MaiR
  - 「Survivor」(作詞・作曲・編曲)
  - 「餞」（作曲・編曲）
  - 「未完成アンチテーゼ」（作曲・編曲）

### アニメ
- TVアニメ『ちおちゃんの通学路』
  - 三谷裳ちお(CV:大空直美)･野々村真奈菜(CV:小見川千明)「ナナイロード」（編曲）
- TVアニメ『ワッチャプリマジ!』
  - 甘瓜みるき(CV:相良茉優)「イワナイ」（作曲・編曲）
  - 御芽河あうる(CV:藤寺美徳)「滲む、馨る、」（編曲）

### ゲーム
- アイドルD.T.I
  - 緋ノ瀬 灯 (CV.八代拓)「燃えよ脱衣～Eternal Light～」 （編曲）
  - 緋ノ瀬 灯&黄金 尊(CV.八代拓&畠中祐)「脱GO!!キャンドル」 （編曲）
  - 宝生 翡翠丸(CV.子安武人)「パーフェクトジュエル」 （作曲・編曲）
- Caligula Overdose-カリギュラ オーバードーズ-
  - キャラクターコンポーザー『Stock』（編曲）
- 機動戦士ガンダム アーセナルベース
  - 告知PV使用曲（作曲・編曲）
- プロジェクトセカイ カラフルステージ！ feat. 初音ミク
  - Leo/need「アスノヨゾラ哨戒班」（編曲）「needLe」（編曲）
  - 25時、ナイトコードで。「乙女解剖」（編曲／emonと共編曲）
  - 「セカイ」（編曲）

### プロジェクト
- MILGRAM -ミルグラム-
  - エス(CV:天海由梨奈)
    - 「アンダーカバー」（編曲）「ヒバナ -ES Cover-」（編曲）

  - ハルカ(CV:堀江瞬)
    - 「弱肉共食」（編曲）「二息歩行 -ハルカ Cover-」（編曲）

  - ユノ(CV:相坂優歌)
    - 「アンビリカル」（編曲）「おじゃま虫 -ユノ Cover-」（編曲）

  - フータ(CV:ランズベリー・アーサー )
    - 「事変上等」（作曲・編曲／DECO*27と共作曲）
    - 「モザイクロール -フータ Cover-」（編曲）
    - 「バックドラフト」（作曲・編曲）

  - ムウ(CV:香里有佐)
    - 「アフターペイン」（編曲）
    - 「乙女解剖 -ムウ Cover-」（編曲）

  - シドウ(CV:仲村宗悟)
    - 「スローダウン」（作曲・編曲）
    - 「ライアーダンス -シドウ Cover-」（編曲）
    - 「トリアージ」（作曲・編曲）

  - マヒル(CV:岡咲美保)
    - 「愛なんですよ」（編曲）
    - 「サイコグラム (マヒル Cover)」（編曲）

  - カズイ(CV:竹内良太)
    - 「half」（作曲・編曲／DECO*27と共作曲）
    - 「弱虫モンブラン -カズイ Cover-」（編曲）

  - アマネ(CV:田中美海)
    - 「おまじない」（編曲）
    - 「ポジティブ・パレード -アマネ Cover-」（編曲）

  - ミコト(CV:花江夏樹)
    - 「MeMe」（作曲・編曲）
    - 「毒占欲 -ミコト Cover-」（編曲）
- LIVEVIL -リヴイビル-
  - 霞詩羽(CV:秋奈)「十字架が消えない」（作詞・作曲・編曲）

### メディアミックス作品
- キラッとプリ☆チャン
  - おしゃまトリックス「いたずらカーニバル!!」（編曲）
- 虹ヶ咲学園スクールアイドル同好会
  - 中須かすみ(CV.相良茉優)「無敵級*ビリーバー」（編曲）
- Re:ステージ!
  - オルタンシア「あのね」（編曲）